# Mogölarna
Mogölarna är en sjö i Norrköpings kommun i Östergötland och ingår i Kilaåns huvudavrinningsområde. Sjöns area är 0,032 kvadratkilometer och den befinner sig 70 meter över havet.